# カステッリ・カレーピオ
カステッリ・カレーピオ（伊: Castelli Calepio ( 音声ファイル)）は、イタリア共和国ロンバルディア州ベルガモ県にある、人口約1万人の基礎自治体（コムーネ）。

## 地理

### 位置・広がり
ベルガモ県東部のコムーネ。県都ベルガモから東南東へ19km、ブレシアから西北西へ27km、州都ミラノから東北東へ59kmの距離にある。

#### 隣接コムーネ
隣接するコムーネは以下の通り。BSはブレシア県所属。
- カプリオーロ (BS)
- クレダーロ
- ガンドッソ
- グルメッロ・デル・モンテ
- パラッツォーロ・スッローリオ (BS)

### 地勢・地形
- 河川：オーリオ川

### 地震分類
イタリアの地震リスク階級 (it) では、3 に分類される
。

## 行政

### 分離集落
カステッリ・カレーピオには、以下の分離集落（フラツィオーネ）がある。
- Tagliuno (sede comunale), Calepio, Cividino, Quintano